# Ohrazenice (okres Semily)
Obec Ohrazenice (německy Wochrasenitz) se nachází v okrese Semily v Libereckém kraji, v severozápadním sousedství města Turnova. Žije zde přibližně 1 100 obyvatel.

## Historie
První písemná zmínka o obci pochází z roku 1543.

## Pamětihodnosti
- Rozcestník na křižovatce silnic (pyrám) z roku 1813, vysoký 8,5 m, při jeho odhalení byli přítomni rakouský císař a pruský král společně s ruským carem. Je opatřen německým a českým textem a v horní části se nachází sluneční hodiny.[4] Zrestaurován roku 2013.
- Bývalý zájezdní hostinec „u Pyrámu” z roku 1819 s poštovní stanicí, ubytovnou pro cestující a stájemi pro koňská spřežení

## Galerie

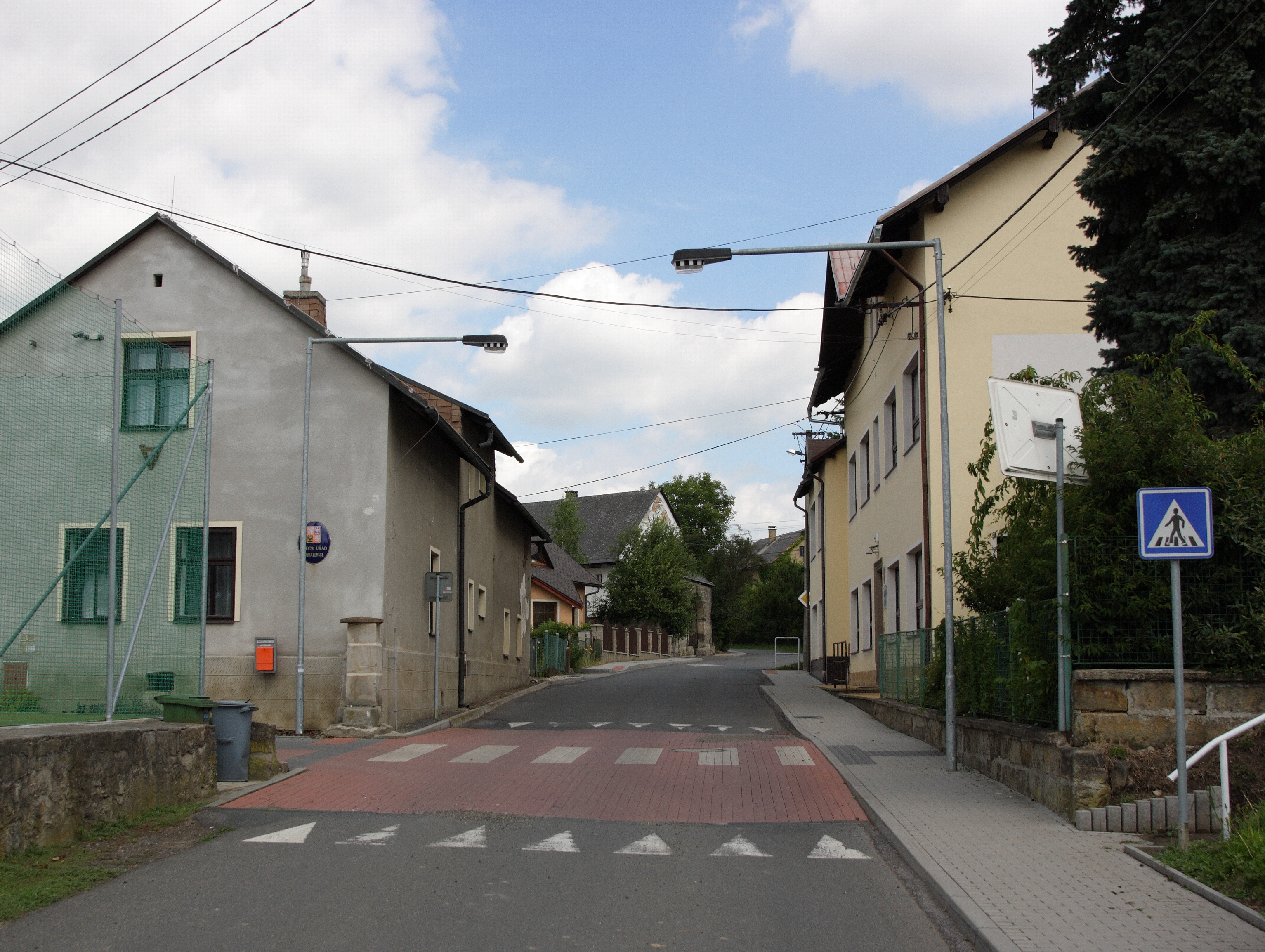
obecní úřad a základní škola
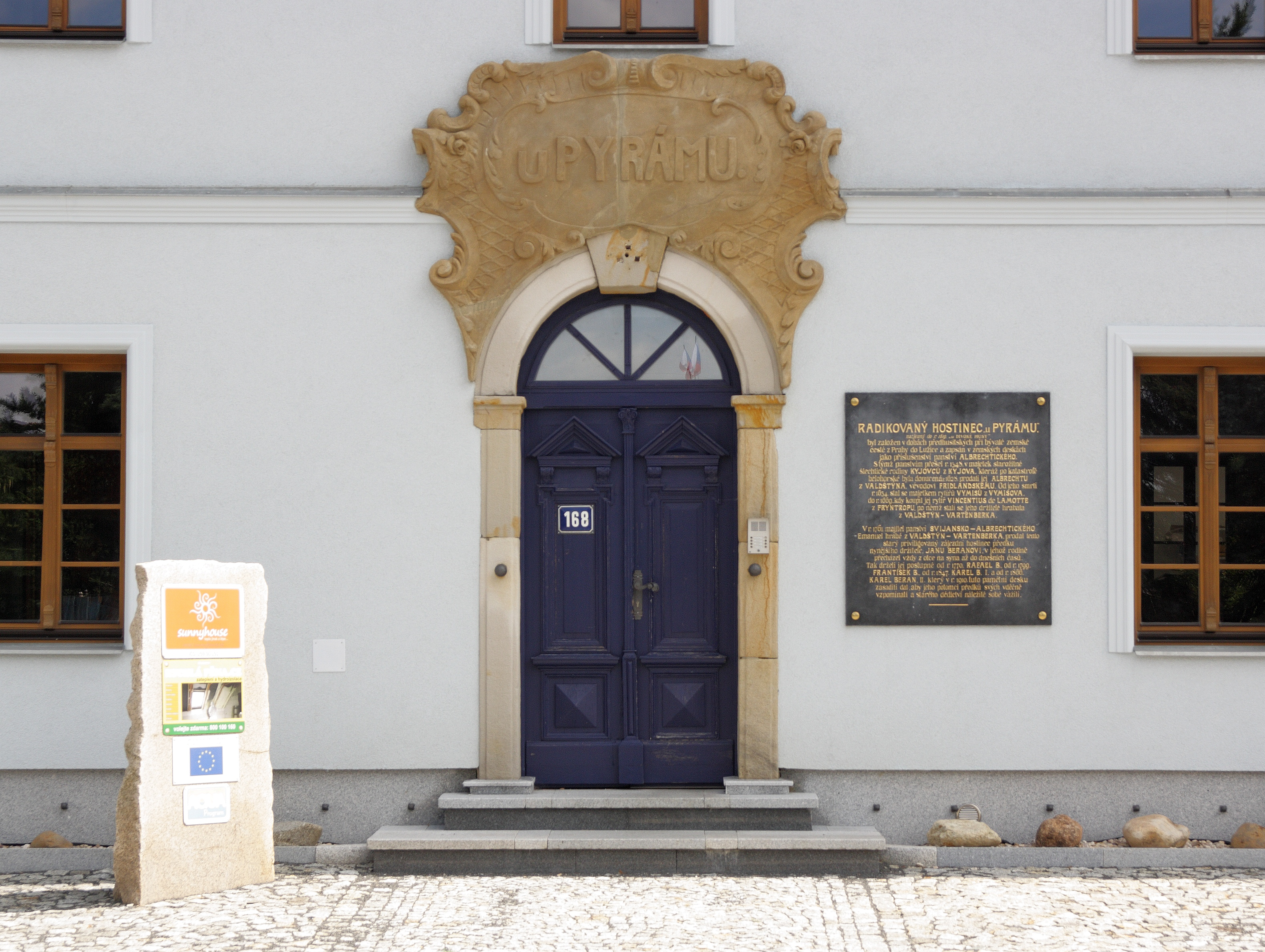
pamětní deska na hostinci „u Pyrámu”
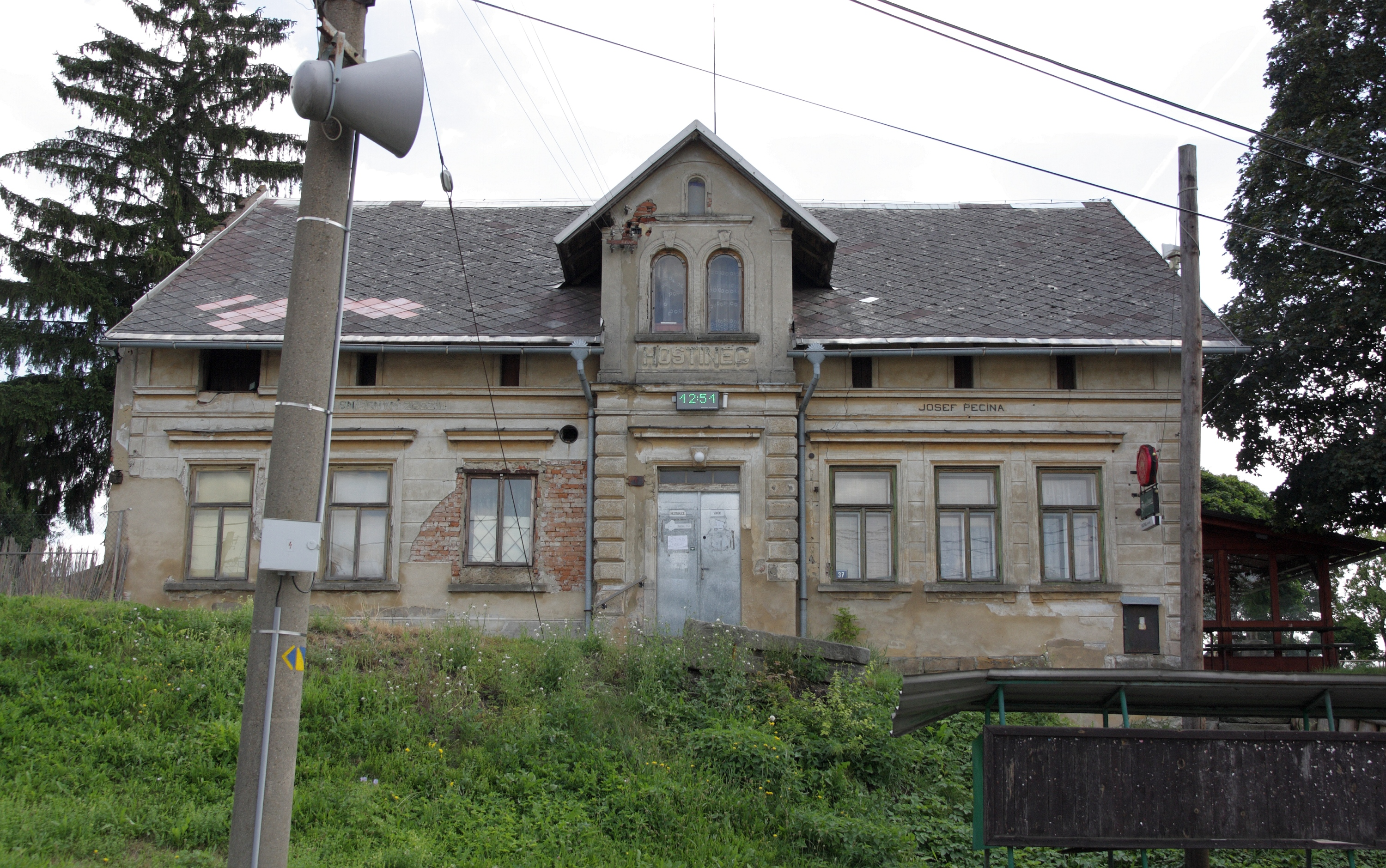
hostinec č.p. 37
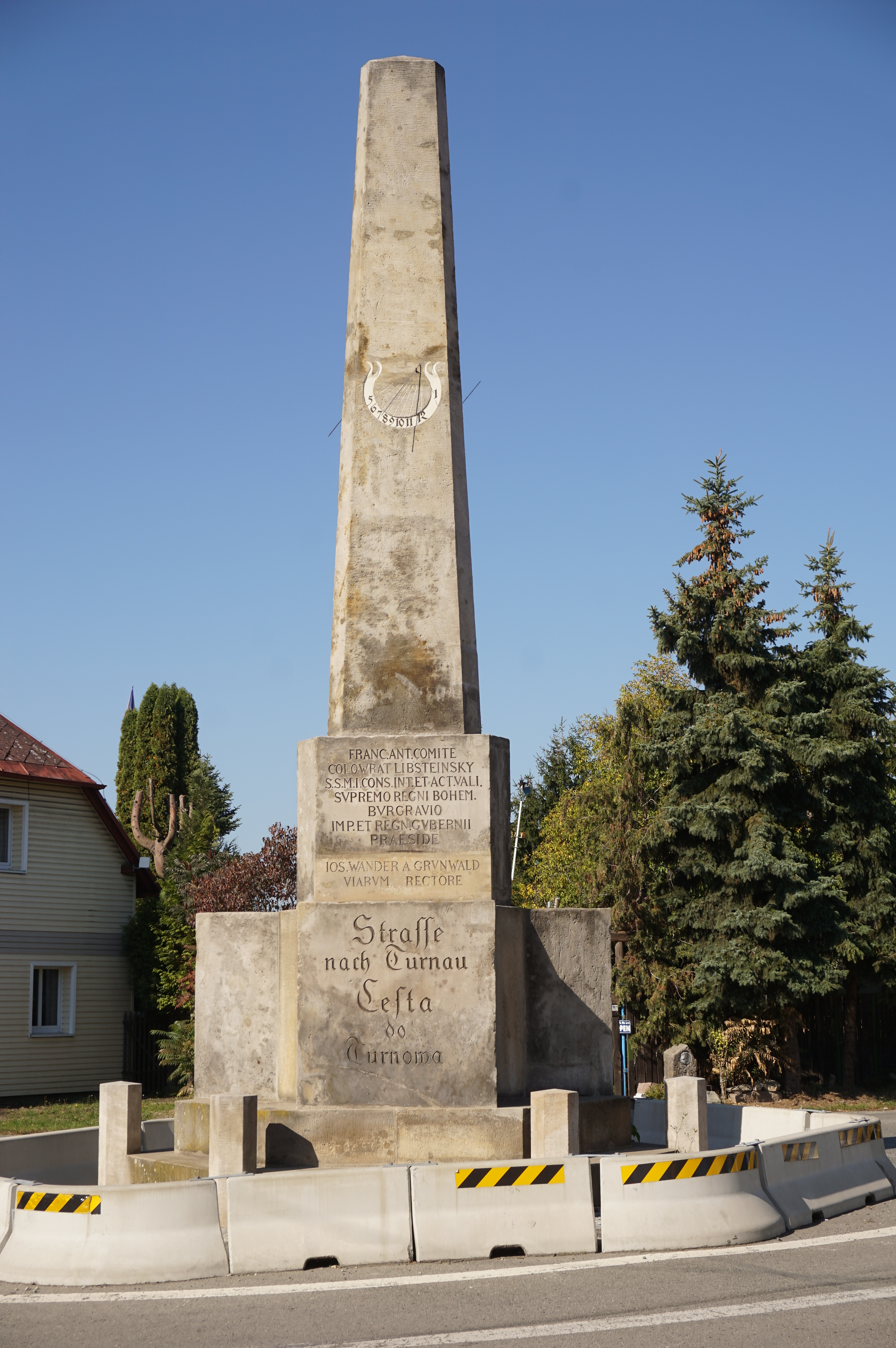
pyrám ze směru na Turnov
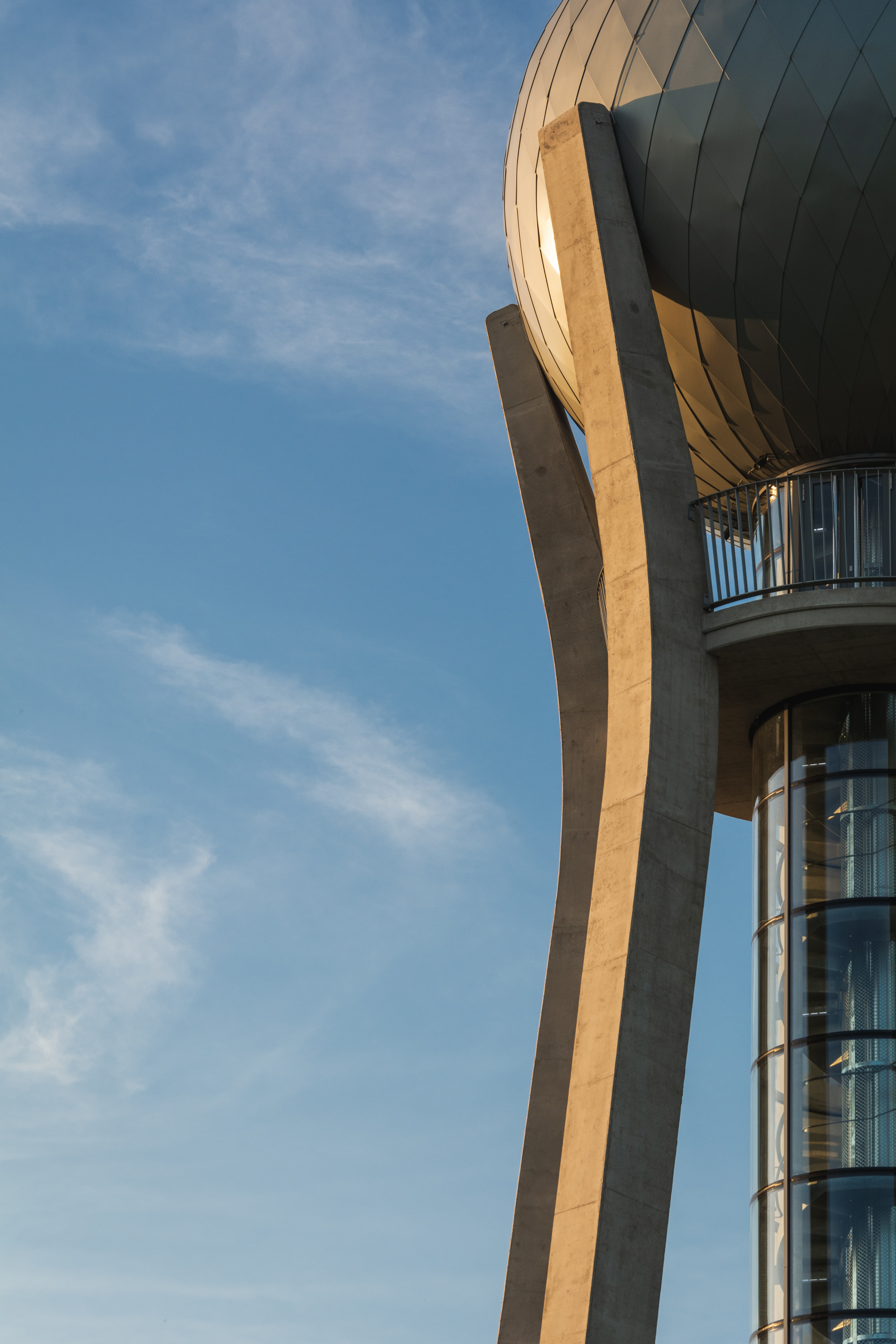
Vodojem Ohrazenice